# Lucknow, New South Wales
Lucknow är en ort i Australien. Den ligger i kommunen Orange Municipality och delstaten New South Wales, i den sydöstra delen av landet, omkring 200 kilometer väster om delstatshuvudstaden Sydney. Antalet invånare är 145.
Närmaste större samhälle är Orange, nära Lucknow. 
Trakten runt Lucknow består i huvudsak av gräsmarker. Runt Lucknow är det mycket glesbefolkat, med 2 invånare per kvadratkilometer. Genomsnittlig årsnederbörd är 837 millimeter. Den regnigaste månaden är februari, med i genomsnitt 154 mm nederbörd, och den torraste är november, med 36 mm nederbörd.
Ungefär varje år. 